# Movimiento para la Restauración del Reino de Serbia
El Movimiento para la Restauración del Reino de Serbia (serbio: Покрет обнове Краљевине Србије, romanizado:  Pokret obnove Kraljevine Srbije ; abreviado ПОКС o POKS) es un partido político monárquico y nacional-conservador de Serbia. Fue fundado en 2017 después de una división dentro del Movimiento de Renovación Serbio (SPO).
En diciembre de 2021, el POKS se dividió en dos grupos rivales, encabezados respectivamente por el fundador del partido Žika Gojković y el exalcalde de Belgrado Vojislav Mihailović. Cada grupo afirma ser el representante legítimo del partido. Al 23 de febrero de 2022, el registro de partidos políticos incluye a Gojković como líder del partido.

## Historia
El Movimiento para la Restauración del Reino de Serbia se formó el 3 de junio de 2017, poco después de que Gojković y otros fueran expulsados del SPO después de recomendar que el líder del partido, Vuk Drašković, renunciara a su cargo para convertirse en presidente honorario. El nuevo partido se registró el 17 de julio de 2017 y Gojković fue elegido líder el 15 de octubre de 2017.
Antes de la escisión, Gojković era uno de los tres miembros del SPO que servían en la asamblea nacional. Los tres habían sido elegidos en las elecciones parlamentarias de 2016 en una lista electoral encabezada por el Partido Progresista Serbio (Srpska napredna stranka, SNS), y todos sirvieron en caucus con los Progresistas. Gojković siguió siendo miembro del grupo progresista después de dejar el SPO y, al convertirse en líder del POKS, destacó las buenas relaciones del partido con el SNS y con el presidente serbio Aleksandar Vučić.
El 12 de octubre de 2017, el Partido Demócrata Cristiano de Serbia (Demohrišćanska stranka Srbije; DHSS) se fusionó con POKS. La presidenta del DHSS, Olgica Batić, declaró su pleno apoyo a los objetivos principales del Movimiento: los valores tradicionales, la preservación de la familia, la lucha por los agricultores serbios y la plena membresía de Serbia en la Unión Europea.
El POKS ganó brevemente un segundo miembro de la asamblea en mayo de 2018, cuando la delegada independiente Nada Kostić, que había sido elegida en la lista Ya fue suficiente, se unió al partido. Poco después, dejó POKS para sentarse una vez más como miembro independiente.
El POKS participó en las elecciones parlamentarias de 2020 en una alianza llamada Por el Reino de Serbia con grupos más pequeños, incluidos el Frente Monárquico y el Movimiento de Monárquicos Serbios. Gojković era el portador de la lista, aunque accedió a que Ljubinko Đurkovic apareciera por delante de él en la primera posición. La lista no alcanzó por poco el umbral electoral para ganar representación en la asamblea.
Cuando se estableció el POKS en 2017, los tres miembros del SPO en la Asamblea de Vojvodina se unieron al nuevo partido. Posteriormente, el POKS ganó cinco escaños en las elecciones provinciales de Voivodina 2020. Su líder en la asamblea provincial es Goran Ivančević.
El 26 de enero de 2021, POKS y el Partido Democrático de Serbia (DSS) firmaron un acuerdo de acción conjunta y acordaron una plataforma de programa político conjunto llamada Alternativa Democrática Nacional. A principios de mayo, la Alternativa Nacional Democrática se formalizó como una coalición preelectoral.

### División de diciembre de 2021
El 23 de diciembre de 2021, se informó que la presidencia de POKS se había reunido para destituir a Gojković del cargo de presidente, con el argumento de que su mandato de cuatro años había expirado en octubre. Se informó además que la presidencia había disuelto la junta del partido de Belgrado por "inactividad" y en su lugar nombró comisionado a Vojislav Mihailović.
Posteriormente, el funcionario de POKS, Miloš Parandilović, declaró que la citada reunión de la presidencia había sido ilegítimamente convocada por un grupo de funcionarios del partido que buscaban llevar a cabo un golpe de Estado. Parandilović dijo que, según la constitución del partido, las reuniones de la presidencia solo pueden ser convocadas por el presidente o el vicepresidente, en lugar de lo que describió como "un grupo privado que engaña al público y toma decisiones que son legal y moralmente inválidas".
El 28 de diciembre, el grupo centrado en Mihailović anunció que Gojković y su principal aliado, Mirko Čikiriz, habían sido expulsados del partido. Los aliados de Gojković rechazaron esto. El grupo de Gojković también declaró que el ministerio de administración pública y autogobierno local de Serbia había emitido un certificado el 27 de diciembre que identificaba a Gojković como el único representante legítimo del partido.
Ambos grupos convocaron asambleas electorales para principios de enero de 2022. El grupo centrado en Gojković convocó una reunión en Topola el 2 de enero, momento en el que Gojković fue confirmado como líder del partido. El grupo rival convocó una reunión en Belgrado al día siguiente y eligió a Mihailović como líder. Ambos grupos sostienen que el otro es ilegítimo.
El 15 de enero de 2022, la rama del POKS de Gojković anunció que su alianza con el DSS había terminado debido a que este último partido se puso del lado del grupo de Mihailović. La rama del partido de Mihailović afirmó su alianza con el DSS más tarde ese mismo día.
Gojković anunció en febrero de 2022 que su grupo POKS participaría en las próximas elecciones presidenciales, parlamentarias y de Belgrado con Dveri.

## Ideología
POKS es un partido de derecha, y aboga por el monarquismo. También ha sido descrito como nacional-conservador, y conservador. Respecto a la Unión Europea, es euroescéptica.
Generalmente está más a la derecha que el SPO en cuestiones de identidad cultural. Cuando se formó el POKS, el miembro fundador y exparlamentario Mirko Čikiriz acusó al líder del SPO, Vuk Drašković, de señalar los crímenes de las fuerzas serbias durante las guerras yugoslavas de la década de 1990 e ignorar los crímenes de otros bandos. En las elecciones provinciales de 2020, Goran Ivančević describió a los refugiados migrantes en Serbia como una "amenaza a la seguridad" y dijo que el país debería cerrar sus fronteras a los refugiados, incluidos aquellos a quienes describió como "yihadistas".

## Desempeño electoral

### Elecciones parlamentarias
| Año  | Líder         | Votos   | %    | Bancas ganadas | Resultado          | Nota       |
| ---- | ------------- | ------- | ---- | -------------- | ------------------ | ---------- |
| 2020 | Žika Gojkovic | 85 888  | 2,67 | 0/250          | Extraparlamentario | Con MF–MMS |
| 2022 | Žika Gojkovic | 144 762 | 3,82 | 4/53           | Oposición          | con Dveri  |

### Elecciones provinciales
| Año               | Líder           | Votos  | %               | Bancas | Resultado | Nota       |
| ----------------- | --------------- | ------ | --------------- | ------ | --------- | ---------- |
| Voivodina de 2020 | Goran Ivančević | 34 843 | \| \| 4,21 % \| | 5/120  | Oposición | Con MF–MMS |
|                   | 4,21 %          |        |                 |        |           |            |

### Elecciones presidenciales
| Año  | Candidato       | Votos   | %               | Resultado | Nota      |
| ---- | --------------- | ------- | --------------- | --------- | --------- |
| 2022 | Boško Obradović | 165.167 | \| \| 4,46 % \| | 4to       | con Dveri |
| 2022 | 4,46 %          |         |                 |           |           |